# Pantai Indah Kapuk
Pantai Indah Kapuk (PIK, xinès simplificat: 潘泰因达卡普克, pinyin: Pāntài Yīndá Kǎpǔkè) és un barri situat a l'oest de Jakarta, a la capital d'Indonèsia. És una de les àrees residencials més prestigioses de la ciutat juntament amb Menteng, Pondok Indah i Puri Indah.
PIK és sovint la zona residencial més cobejada pels sinoindonesis rics, amb grans mansions en urbanitzacions exclusives, botigues, restaurants i cafeteries. PIK és també un dels districtes d'oci nocturn de Jakarta. Es pot accedir a PIK des de la carretera de peatge de l'aeroport internacional Soekarno-Hatta i des de la carretera de circumval·lació exterior de Jakarta oest.

## Història
PIK era antigament una finca propietat de Tan Eng Goan, el primer alcalde xinès de Batàvia (1802-1872), i després va ser comprada pel seu successor en el càrrec, Tan Tjoen Tiat (1816-1880).
A principis del segle xx, va passar a formar part de les propietats de NV Landbouw Maatschappij Tan Tiang Po, una empresa immobiliària que pertanyia al net de Tan Eng Goan, Tan Tiang Po i del seu fill, Tan Liok Tiauw.
L'any 1988, el promotor immobiliari Ciputra, amb el suport de l'home més ric d'Indonèsia d'aleshores Sudono Salim, va adquirir la zona i va desenvolupar l'actual urbanització de Pantai Indah Kapuk.
El projecte Pantai Indah Kapuk de Jakarta va ser criticat per diversos funcionaris a causa del seu impacte ambiental negatiu i la seva incompatibilitat amb la normativa vigent. El complex de 1.160 hectàrees es va construir el 1989 en una zona que estava coberta per boscos de manglars i pantans. La construcció del projecte va ser aprovada pel ministre de silvicultura Hasjrul Harahap i pel governador Wiyogo Atmodarminto. Diverses ONG van presentar una demanda col·lectiva contra el promotor per haver provocat inundacions al districte de Penjaringan. Van acusar el promotor d'infringir el pla d'ordenació del sòl de la ciutat per construir el complex en una zona protegida del cinturó verd. D'acord amb el pla director d'ús del sòl de la ciutat per als anys 1985 i 2005, la ubicació encara estava designada com a zona de protegida, tot i que el 1995 es va requalificar en zona residencial.